# Brandsatz
Als Brandsatz wurde früher eine aus leicht entzündlichen und brandfördernden Stoffen wie Salpeter, Schwefel, Mehlpulver, Kolophonium und Pech (in früherer Zeit auch zerschnittenes Werg) zusammengepresste oder geschmolzene Masse bezeichnet. Nach ihrer Entzündung entwickelte sich eine relativ große Flamme mit so hoher Temperatur, dass alle durch sie erreichbaren brennbaren Stoffe in Brand gesetzt wurden. Brandsätze wurden früher zur Füllung von Brandballen, Brandkugeln und Brandbomben benutzt.
In der heutigen Zeit steht der Begriff auch für die phosphorhaltige Füllung der Leuchtspurmunition oder einen Teil der Füllung von Sprengbrandmunition. Der Ausdruck wird auch als Synonym für eine unkonventionelle Spreng- und Brandvorrichtung oder einen Molotowcocktail zur Verübung eines Brandanschlages verwendet.